# Esteatosis

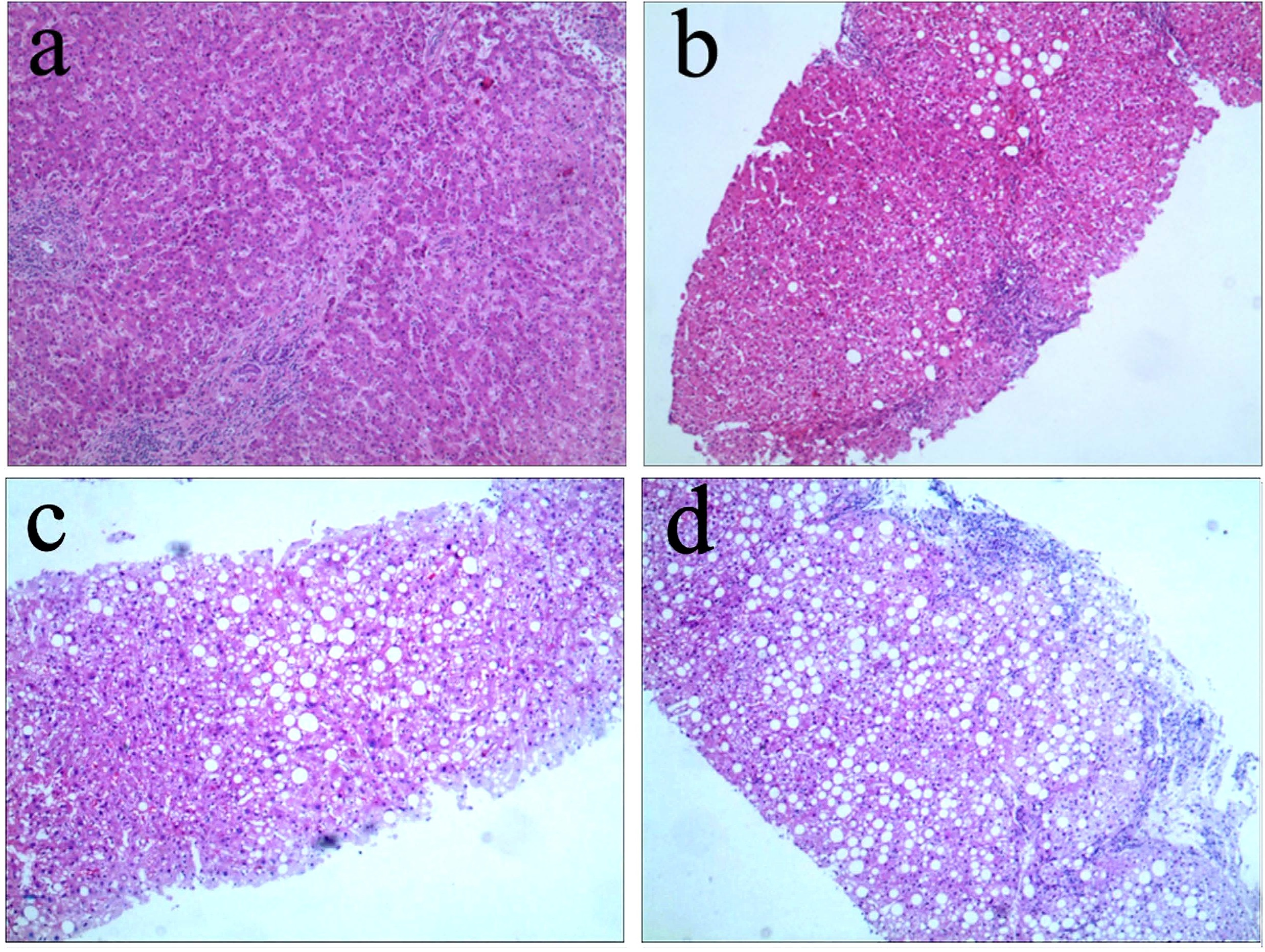
Distintos grados de esteatosis hepática, vista al microscopio óptico, en personas con hepatitis B. En la imagen de arriba a la izquierda no se observa, mientras que abajo a la derecha es máxima.

La esteatosis o cambio graso es el nombre que recibe en anatomía patológica la acumulación anormal de triglicéridos en el citoplasma de células parenquimatosas. Lo más frecuente es que se dé en el hígado (esteatosis hepática), pero también aparece en corazón, riñón, etc. Es una lesión reversible.
Los factores de riesgo asociados a la esteatosis son variados, y pueden incluir la diabetes mellitus, desnutrición proteica, hipertensión arterial, toxinas, obesidad, y la apnea del sueño.
Los lípidos se acumulan en vesículas que, dependiendo de su tamaño, clasifican la esteatosis en microvesicular o macrovesicular. En esta última, la cantidad de grasas es tan grande que ocupan todo el citoplasma y desplazan el núcleo a la periferia.